# ۱۰۹۰ (میلادی)
۱۰۹۰ (میلادی) هزارو نودمین سال تقویم میلادی است.

## رویدادها

### بر پایه منطقه

#### آفریقا
- بجایه بعنوان پایتخت سلسله حمد در الجزایر برگزیده شد.

#### اروپا
- سومین اردوی ارتش مرابطون در اندلس شکل گرفت تا سرانجام پادشاهی طوائف را به زانو درآورد. شهرهای کوردوبا، سویا، گرنادا، مالاگا، آلمریا و روندا تسلیم سربازان یوسف بن تاشفین شدند.[۱]

### بر پایه موضوع

#### فرهنگ و هنر
- تروبادورها نوازندگی در پروانس را آغاز کردند.

#### دانش و فناوری
- چین گوان، نویسندهٔ دودمان سونگ، کتاب کان شو (کتاب نوغان‌داری) را نوشت. این کتاب دستگاه نخ‌ریسی از ابریشم را توضیح می‌دهد که از آن به عنوان قدیمی‌ترین دستگاه شناخته شدهٔ مبتنی بر تسمه یاد می‌شود.

## زادگان
- سنت برنارد کلروو (درگذشت ۱۱۵۳ میلادی)
- الیزر بن ناتان اهل ماینتس
- چین هوی، صدر اعظم دودمان سونگ چین (درگذشت ۱۱۵۵ میلادی)
- جولیان دو فونتورو، نجیب‌زادهٔ فرانسوی

## درگذشتگان
- میخائیل هفتم، امپراتور بیزانس (تاریخ احتمالی)
- ۱۶ آوریل – سیکلگایتا، دوشیزهٔ آپولیا (زادهٔ ۱۰۴۰ میلادی)
- ۱۲ مه – لیوتولد از اپنشتاین، دوک کرنتن (زادهٔ ۱۰۵۰ میلادی)
- ۲۶ ژوئن – جارمیر، اسقف پراگ
- ۳ ژوئیه – اگبرت دوم، مارگراف ماینسن (زادهٔ ۱۰۶۰ میلادی)
- ۶ اکتبر – آدالبروی وورتسبورگ